# Scassa
In una barca a vela la scassa è l'alloggiamento in cui poggia il piede di un albero passante.
L'albero di una barca a vela può essere di due tipi: poggiato in coperta o passante. Nel primo caso l'albero, sostenuto dalle crocette, è posto sulla coperta dell'imbarcazione. Nel secondo caso l'albero è inserito in un foro, nella coperta, detto mastra, e alloggiato nella scassa sottocoperta.
In alcune imbarcazioni la scassa consente di alloggiare il piede dell'albero qualche centimetro più a poppa o a prua. La stessa regolazione può essere ottenuta lavorando sulla mastra.
La sua dimensione non è precisa rispetto alla sezione dell'albero. Questo consente l'inserimento di spessori di legno opportunamente sagomati, zeppe, a prua a poppa e lateralmente, in modo da fissare l'albero nella posizione desiderata.
Solitamente la mastra è ricoperta con una cuffia in neoprene per non permettere all'acqua, raccolta dall'albero e dalla sua inferitura, di entrare sottocoperta.